# Heppens

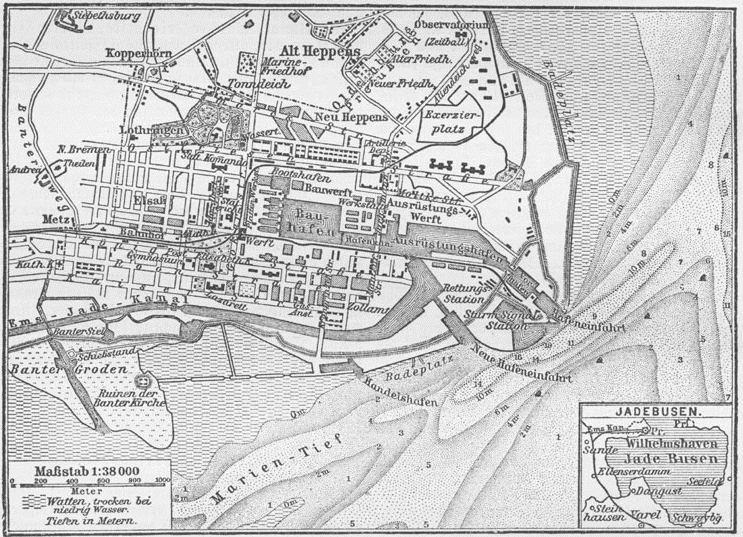
Heppens in 1888, aan de noordkant van de nieuwe haven

Heppens is een voormalig dorp dat tegenwoordig onderdeel is van de stad Wilhelmshaven in de Duitse deelstaat Nedersaksen. Als stadsdeel van Wilhelmshaven heeft het ruim 15.000 inwoners.

## Geschiedenis
Heppens wordt als kerkdorp vermeld in 1495. Het maakt dan onderdeel uit van de heerlijkheid Jever. Na het overlijden van Maria von Jever komt de heerlijkheid aan Oldenburg. Een deel van de gemeente Heppens wordt in 1853 door Oldenburg verkocht aan Pruisen, dat aan de Jade een marinehaven wil stichten. Door de bouw van de haven groeien de omliggende dorpen, waaronder Heppens sterk. In 1907 krijgt het dorp daarom stadsstatus, en in 1911 wordt Heppens samengevoegd met Bant en Neuende tot de stad Rüstringen. In 1937 wordt die stad bij Wilhelmshaven gevoegd.
- Gemeinsame Normdatei: 4539017-4